# Nadejda de Bulgarie
Nadejda de Bulgarie, née à Sofia, (principauté de Bulgarie) le 30 janvier 1899, et morte le 15 février 1958 à Stuttgart (Allemagne de l'Ouest), est une princesse de Bulgarie, princesse de Saxe-Cobourg et Gotha et duchesse en Saxe, devenue par mariage, en 1924, duchesse de Wurtemberg.

## Biographie

### Famille
Seconde fille et dernier des quatre enfants du roi Ferdinand Ier de Bulgarie (1861-1948) et de sa première épouse la princesse Marie-Louise de Bourbon-Parme (1870-1899), Nadejda de Bulgarie naît au palais royal de Sofia le 30 janvier 1899,. Sa mère meurt le lendemain de sa naissance.  
Par son père, Ferdinand, devenu roi des Bulgares en 1908, elle est une arrière petite-fille de Louis-Philippe Ier, roi des Français ; tandis que par sa mère, elle est la nièce de l'impératrice d'Autriche Zita et a pour ancêtres les ducs de Parme, les rois des Deux-Siciles, les rois de France, et maints souverains européens.
Nadejda de Bulgarie a deux frères : Boris (1894-1943), qui succède à son père sur le trône de Bulgarie lors de son abdication en 1918, et Kirill (1895-1945). Elle a également une sœur : Eudoxia (1898-1985), avec laquelle elle est élevée sous l'autorité de leur belle-mère Éléonore Reuss de Köstritz (1860-1917), que le roi Ferdinand a épousée en 1908. Sa grand-mère paternelle, la princesse Clémentine d'Orléans (1817-1907), tentait de passer le plus de temps possible auprès de ses petits-enfants bulgares élevés dans une cour austère auprès d'un père peu chaleureux. Clémentine voyage avec eux en été, se rend en hiver à Sofia, mais l'aïeule, déjà âgée, meurt le 16 février 1907.
Le 15 novembre 1934, Nadejda de Bulgarie devient la marraine de sa nièce par alliance Marie-Thérèse de Wurtemberg, fille de son beau-frère le duc Philippe Albert de Wurtemberg et de l'archiduchesse Rose-Marie de Habsbourg-Toscane.

### Mariage et descendance
Le 24 janvier 1924, la princesse Nadejda épouse à Bad Mergentheim le duc Albrecht Eugen de Wurtemberg (né à Stuttgart le 8 janvier 1895 et mort à Schwäbisch Gmünd le 24 juin 1954), second fils du duc Albert de Wurtemberg (1865-1939) et de l'archiduchesse Marguerite de Habsbourg-Lorraine (1870-1902).
Ils deviennent parents de cinq enfants,, :
- Ferdinand Eugen de Wurtemberg (né à Carlsruhe-en-Haute-Silésie, 3 avril 1925 et mort à Friedrichshafen le 3 novembre 2020[10]), inspecteur des eaux et forêts, célibataire ;
- Margarethe Louise de Wurtemberg (née à Carlsruhe-en-Haute-Silésie, 25 novembre 1928 et morte à Courbevoie le 10 juin 2017[11]), épouse en 1970 François Luce-Bailly de Chevigny (né à Paris 17e, le 15 juin 1923 et mort à Neuilly-sur-Seine, le 6 mars 2022[12]). La duchesse est la mère de :
  - Patrick de La Lanne-Mirrlees (San Francisco, 10 février 1962), né d'une liaison avec Robin de La Lanne-Mirrlees (en) (1925-2012)[13], baron d'Inchdrewer et laird de Bernera, épouse en 1988 Irene Auer (1962), dont trois enfants[14] ;
- Eugen Eberhard de Wurtemberg (né à Carlsruhe-en-Haute-Silésie le 2 novembre 1930, mort à Francfort-sur-le-Main le 26 juillet 2022 et inhumé le 5 août suivant dans la crypte de l'église Saint-Michel du château d'Altshausen, résidence de la maison de Wurtemberg[15]), diplômé en sciences économiques, cadre de banque, épouse en 1962 (divorcés en 1972) l'archiduchesse Alexandra d'Autriche (née au château de Sonnberg, le 21 mai 1935), fille de l'archiduc Antoine de Habsbourg-Toscane et de la princesse Ileana de Roumanie, sans postérité ;
- Alexander Eugen de Wurtemberg (né à Stuttgart le 5 mars 1933, mort à Munich le 18 février 2024 et inhumé le 2 mars suivant dans la crypte de l'église Saint-Michel du château d'Altshausen, résidence de la maison de Wurtemberg[16]), docteur en philosophie, historien de l'art, célibataire, dernier représentant masculin du rameau du duc Albrecht Eugen ;
- Sophie de Wurtemberg (née à Stuttgart le 16 février 1937), directrice de la maison de haute-couture Nina Ricci, elle épouse en 1969 (divorcés en 1974) Antonio Manoel Rôxo de Ramos-Bandeira, diplomate, (né à Santa Isabel, près de Lisbonne, le 2 août 1937 et mort à Rio de Janeiro, le 23 février 1987), sans postérité.

### Mort
Veuve depuis 1954, Nadejda de Bulgarie meurt le 15 février 1958, à l'âge de 59 ans, à Stuttgart. Elle est inhumée dans la crypte du château d'Altshausen,.

## Honneurs
Nadejda de Bulgarie est :
- Dame noble de l'ordre de la Croix étoilée, Autriche-Hongrie ;
- Dame d'honneur de l'ordre de Thérèse (Royaume de Bavière).

## Ascendance
|  |                                                 |  |  |  |  |  |  |  |  |  |  |  |  |
|  | 8. Ferdinand de Saxe-Cobourg-Gotha              |  |  |  |  |  |  |  |  |  |  |  |  |
|  |                                                 |  |  |  |  |  |  |  |  |  |  |  |  |
|  |                                                 |  |  |  |  |  |  |  |  |  |  |  |  |
|  | 4. Auguste de Saxe-Cobourg-Gotha                |  |  |  |  |  |  |  |  |  |  |  |  |
|  |                                                 |  |  |  |  |  |  |  |  |  |  |  |  |
|  |                                                 |  |  |  |  |  |  |  |  |  |  |  |  |
|  | 9. Antoinette de Koháry                         |  |  |  |  |  |  |  |  |  |  |  |  |
|  |                                                 |  |  |  |  |  |  |  |  |  |  |  |  |
|  |                                                 |  |  |  |  |  |  |  |  |  |  |  |  |
|  | 2. Ferdinand Ier de Bulgarie                    |  |  |  |  |  |  |  |  |  |  |  |  |
|  |                                                 |  |  |  |  |  |  |  |  |  |  |  |  |
|  |                                                 |  |  |  |  |  |  |  |  |  |  |  |  |
|  | 10. Louis-Philippe Ier                          |  |  |  |  |  |  |  |  |  |  |  |  |
|  |                                                 |  |  |  |  |  |  |  |  |  |  |  |  |
|  |                                                 |  |  |  |  |  |  |  |  |  |  |  |  |
|  | 5. Clémentine d'Orléans                         |  |  |  |  |  |  |  |  |  |  |  |  |
|  |                                                 |  |  |  |  |  |  |  |  |  |  |  |  |
|  |                                                 |  |  |  |  |  |  |  |  |  |  |  |  |
|  | 11. Marie-Amélie de Bourbon-Siciles             |  |  |  |  |  |  |  |  |  |  |  |  |
|  |                                                 |  |  |  |  |  |  |  |  |  |  |  |  |
|  |                                                 |  |  |  |  |  |  |  |  |  |  |  |  |
|  | 1. Nadejda de Bulgarie                          |  |  |  |  |  |  |  |  |  |  |  |  |
|  |                                                 |  |  |  |  |  |  |  |  |  |  |  |  |
|  |                                                 |  |  |  |  |  |  |  |  |  |  |  |  |
|  | 12. Charles III de Parme                        |  |  |  |  |  |  |  |  |  |  |  |  |
|  |                                                 |  |  |  |  |  |  |  |  |  |  |  |  |
|  |                                                 |  |  |  |  |  |  |  |  |  |  |  |  |
|  | 6. Robert Ier duc de Parme                      |  |  |  |  |  |  |  |  |  |  |  |  |
|  |                                                 |  |  |  |  |  |  |  |  |  |  |  |  |
|  |                                                 |  |  |  |  |  |  |  |  |  |  |  |  |
|  | 13. Louise d'Artois                             |  |  |  |  |  |  |  |  |  |  |  |  |
|  |                                                 |  |  |  |  |  |  |  |  |  |  |  |  |
|  |                                                 |  |  |  |  |  |  |  |  |  |  |  |  |
|  | 3. Marie-Louise de Bourbon-Parme                |  |  |  |  |  |  |  |  |  |  |  |  |
|  |                                                 |  |  |  |  |  |  |  |  |  |  |  |  |
|  |                                                 |  |  |  |  |  |  |  |  |  |  |  |  |
|  | 14. Ferdinand II des Deux-Siciles               |  |  |  |  |  |  |  |  |  |  |  |  |
|  |                                                 |  |  |  |  |  |  |  |  |  |  |  |  |
|  |                                                 |  |  |  |  |  |  |  |  |  |  |  |  |
|  | 7. Maria Pia de Bourbon-Siciles                 |  |  |  |  |  |  |  |  |  |  |  |  |
|  |                                                 |  |  |  |  |  |  |  |  |  |  |  |  |
|  |                                                 |  |  |  |  |  |  |  |  |  |  |  |  |
|  | 15. Marie-Thérèse de Habsbourg-Lorraine-Teschen |  |  |  |  |  |  |  |  |  |  |  |  |
|  |                                                 |  |  |  |  |  |  |  |  |  |  |  |  |
|  |                                                 |  |  |  |  |  |  |  |  |  |  |  |  |